# Melissoptila uncicornis
Melissoptila uncicornis är en biart som först beskrevs av Adolpho Ducke 1911.  Melissoptila uncicornis ingår i släktet Melissoptila och familjen långtungebin. Inga underarter finns listade i Catalogue of Life.